# Amit Bhattacharya
Amit Bhattacharya (* 1961 in Maryland) ist ein US-amerikanischer Kameramann indischer Herkunft.

## Leben
Amit Bhattacharya wurde in Maryland geboren und wuchs in Kalkutta auf. Er absolvierte 1986 das Kameraprogramm des American Film Institute und arbeitete anschließend für Roger Corman und drehte parallel dazu Werbespots und Musikvideos. Nach mehreren Kurzfilmen drehte er 1995 mit dem Liebesfilm Duong tinh yeu seinen ersten Spielfilm. Seitdem war er als Kameramann vor allem für Fernseh- und Independentfilme verantwortlich, darunter Komiker lieben anders, Dumm, dümmer ... Spencer! und Pandemic – Tödliche Erreger.

## Filmografie (Auswahl)
- 1995: Duong tinh yeu
- 1996: Justine – Heisskalte Leidenschaft (Justine: In the Heat of Passion)
- 1998: Komiker lieben anders (The Souler Opposite)
- 2001: Dumm, dümmer ... Spencer! (According to Spencer)
- 2004: 30 Miles
- 2004: A Boyfriend for Christmas
- 2007: Pandemic – Tödliche Erreger (Pandemic)